# My Old Man
My Old Man is een televisiefilm uit 1979 onder regie van John Erman. Het is gebaseerd op een korte verhaal van Ernest Hemingway.

## Verhaal
Een paardenfokker heeft het gevoel niet optimaal gebruik te hebben gemaakt van zijn leven. Zijn dochter Jo geeft hem een tweede kans. Hij krijgt te maken met Marie, een serveerster die besluit een surrogaatmoeder te worden.

## Rolverdeling
| Acteur          | Personage      |
| --------------- | -------------- |
| Kristy McNichol | Jo Butler      |
| Warren Oates    | Frank Butler   |
| Eileen Brennan  | Marie          |
| Joseph Maher    | Phil Kiley     |
| Joseph Leon     | Shimmy         |
| Jess Osuna      | Matt           |
| David Margulies | Chubby         |
| Mark Arnold     | Roy Kiley      |
| Michael Jeter   | George Gardner |